# Waalse Pijl 1986
De 50e editie van de Waalse Pijl (ook wel bekend als La Flèche Wallonne) werd gehouden op woensdag 16 april 1986. Het parcours had een lengte van 248 kilometer. De start lag in Spa en de finish was voor de tweede keer op de top van de Muur van Hoei. Van de 230 gestarte renners bereikten 66 coureurs de eindstreep.

## Verloop
De Fransman Laurent Fignon won deze jubileumeditie. De Tourwinnaar van 1983 en 1984 boekte zijn eerste overwinning in een klassieker. Het was ook zijn eerste zege na een pechjaar met een knieblessure en een operatie aan de achillespees in mei 1985, gevolgd door een lange revalidatie.
Fignon ontsnapte samen met de Deen Kim Andersen, de winnaar van 1984, uit een kopgroep op 40 kilometer voor het einde. Tijdens een klim op 13 kilometer van de meet ging Fignon er alleen vandoor. Hij won met ruim anderhalve minuut voorsprong op Andersen en pakte drie minuten op de verbrokkelde kopgroep.
Kim Andersen werd uit de uitslag geschrapt nadat half mei 1986 bekend werd dat hij op doping was betrapt.
De Fransman Jean-Claude Leclercq nam de tweede plaats over en Claude Criquielion completeerde de top drie. Ook alle andere renners schoven in de uitslag een plaatsje op. Joop Zoetemelk was op de zesde plaats de beste Nederlander, direct gevolgd door Steven Rooks die zevende werd.

## Uitslag
| Waalse Pijl 1986 |                      |                            |          |
| Plaats           | Naam                 | Ploeg                      | Tijd     |
| Winnaar          | Laurent Fignon       | Système U                  | 6u24'39" |
| 2                | Kim Andersen         | La Vie Claire-Wonder-Look  | + 1'34"  |
| 3                | Jean-Claude Leclercq | Kas-Mavic-Tag-Heuer        | + 3'00"  |
| 4                | Claude Criquielion   | Hitachi-Splendor           | + 3'07"  |
| 5                | Greg LeMond          | La Vie Claire-Wonder-Look  | + 3'09"  |
| 6                | Sean Kelly           | Kas-Mavic-Tag-Heuer        | + 3'12"  |
| 7                | Joop Zoetemelk       | Kwantum-Decosol-Yoko       | + 3'14"  |
| 8                | Steven Rooks         | PDM-Gin MG-Ultima-Concorde | + 3'19"  |
| 9                | Rolf Gölz            | Del Tongo-Colnago          | + 3'20"  |
| 10               | Johan van der Velde  | Panasonic-Merckx-Agu       | + 3'21"  |
| 11               | Charly Mottet        | Système U                  | + 3'30"  |

1936 · 1937 · 1938 · 1939 · 1940 · 1941 · 1942 · 1943 · 1944 · 1945 · 1946 · 1947 · 1948 · 1949 · 1950 · 1951 · 1952 · 1953 · 1954 · 1955 · 1956 · 1957 · 1958 · 1959 · 1960 · 1961 · 1962 · 1963 · 1964 · 1965 · 1966 · 1967 · 1968 · 1969 · 1970 · 1971 · 1972 · 1973 · 1974 · 1975 · 1976 · 1977 · 1978 · 1979 · 1980 · 1981 · 1982 · 1983 · 1984 · 1985 · 1986 · 1987 · 1988 · 1989 · 1990 · 1991 · 1992 · 1993 · 1994 · 1995 · 1996 · 1997 · 1998 · 1999 · 2000 · 2001 · 2002 · 2003 · 2004 · 2005 · 2006 · 2007 · 2008 · 2009 · 2010 · 2011 · 2012 · 2013 · 2014 · 2015 · 2016 · 2017 · 2018 · 2019 · 2020 · 2021 · 2022 · 2023 · 2024 · 2025 · 2026
Lijst van beklimmingen